# Antonino Janner
Antonino Marco Janner (* 9. Juli 1917 in Basel; † 26. November 1982 in Muri bei Bern) war ein Schweizer Diplomat. Von 1967 bis 1970 war er Botschafter der Schweiz in Argentinien und von 1978 bis 1982 in Italien.

## Leben
Der Sohn des Literaturwissenschaftlers und Publizisten Arminio Janner kam in Basel zur Welt und war heimatberechtigt in Bosco/Gurin. Nach seinem Studium der Rechtswissenschaften wurde Antonino Janner mit der Dissertation Wandlungen der Bereicherungslehre im schweizerischen Recht an der Universität Basel zum Dr. iur. (Dottore in legge) promoviert.
1942 trat er in das Eidgenössische Politische Departement (EPD) in Bern ein, wo er innerhalb der Abteilung für fremde Interessen ab 1943 die 1. Sektion (Deutsches Reich) leitete. Von 1945 bis 1947 war er Gesandtschaftsattaché, danach bis 1949 in Rom Gesandtschaftssekretär. Zwischen 1950 und 1952 übernahm er die Leitung der Sektion Ost, Gruppe Deutschland-Österreich beim EPD. Janner wirkte dann von 1953 bis 1961 als Gesandtschaftssekretär und später Gesandtschaftsrat an der schweizerischen Gesandtschaft in Bonn mit Sitz in Köln-Bayenthal. Ab 1961 war er abermals als EPD-Sektionschef der Sektion „Politischer Dienst Ost“ in Bern tätig und ab 1963 Stellvertreter des Chefs der Abteilung für Politische Angelegenheiten.
Von 1968 bis 1970 amtierte Janner als Botschafter in Buenos Aires, wo er auch in Paraguay akkreditiert wurde und er war dann bis 1977 Direktor der Abteilung für Verwaltungsangelegenheiten des EPD in Bern. Von 1978 bis 1982 war er Botschafter in Rom.
Von Janner stammen eine Reihe von Veröffentlichungen in Fachzeitschriften sowie umfangreichere Berichte, darunter La puissance protectrice en droit international d'après les expériences faites par la Suisse pendant la seconde guerre mondiale (1948).
Antonino Janner war in erster Ehe mit Anna Keel, und später mit Adriana geborene Janner, der Tochter des Nationalrats Adolfo Janner, verheiratet.